# Jan Machacek
Pas d'image ? Cliquez ici

a Compétitions nationales et continentales officielles uniquement.

b Matchs officiels uniquement.
Dernière mise à jour le 1 février 2024.
Jan Machacek, ou Jan Macháček, né le 15 février 1972 à Prague (Tchecoslovaquie), est un joueur tchèque de rugby à XV, évoluant principalement au poste de troisième ligne aile (1,93 m pour 106 kg).

## Carrière

### En club
- Slavia Prague  République tchèque
- Dunedin Pirates  Nouvelle-Zélande 1995
- Newport RFC  Pays de Galles 1996-1998
- Sale Sharks  Angleterre  1998-1999
- Pontypridd RFC  Pays de Galles 1999-2000[2]
- AS Montferrand  France 2000-2003[3]
- RC Říčany  République tchèque 2003-2004
- Slavia Prague  République tchèque 2004-2010

### En équipe deRépublique Tchèque
- 55 sélections entre 1992 et 2009.
- capitaine

## Palmarès
- Finaliste du Championnat de France en 2001